# Euphorbia fanshawei
Euphorbia fanshawei là một loài thực vật có hoa trong họ Đại kích. Loài này được L.C.Leach mô tả khoa học đầu tiên năm 1973.